# Toms Shoes
Toms Shoes (стилизовано под TOMS) — американская коммерческая организация, расположенная в Плайя дель Рей, Лос-Анджелес, штат Калифорния. Основана в 2006 году Блейком Майкоски, предпринимателем из Арлингтона, штат Техас. Аббревиатура TOMS эволюционировала от названия первоначальной идеи проекта «Shoes for Tomorrow Project» с ключевым словом «Tomorrow». Основной деятельностью компании является разработка и продажа обуви, дизайн которой базируется на аргентинских альпаргатах, а также очков. С момента открытия TOMS придерживается строго правила: после каждой продажи пары обуви такая же пара жертвуется страдающим заболеваниями ног детям из бедных семей, живущих по всему миру. Также часть прибыли с каждой проданной пары очков жертвуется на программу сохранения и восстановления зрения для жителей развивающихся стран.

## История

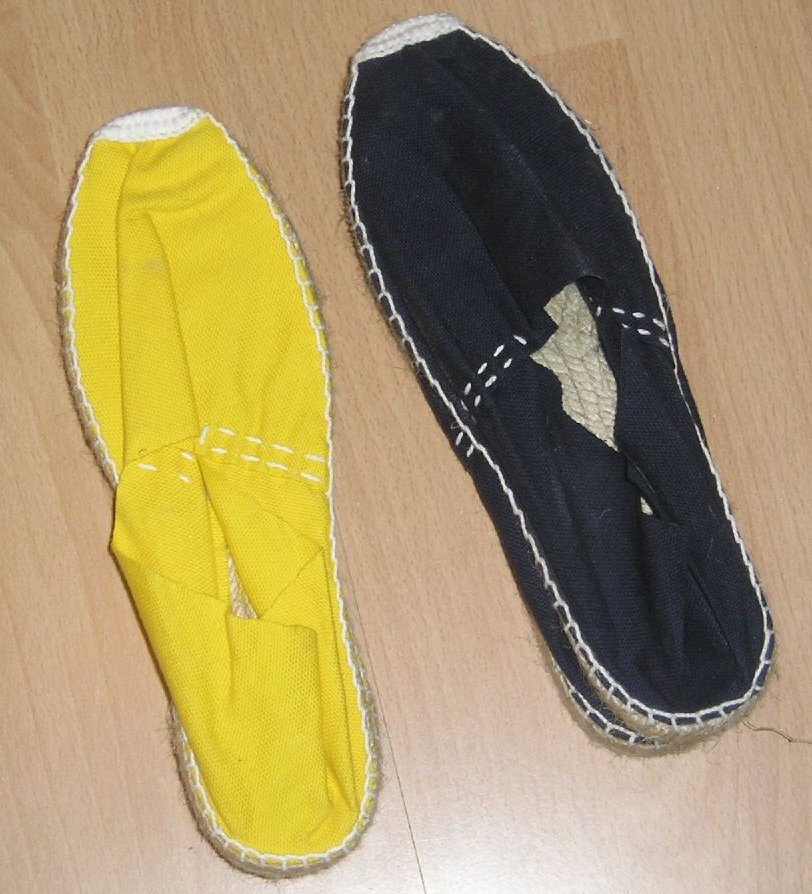
Сандалии-альпаргаты

Будучи однажды на отдыхе в Аргентине, Блейк Микоски столкнулся с тем фактом, что многие дети из бедных семей ходили по улице без обуви. Это побудило его к такому шагу — вместо того, чтобы основать благотворительный фонд, он создал предприятие по производству обуви, приняв за основу дизайн традиционных латиноамериканских сандалий — альпаргат. Причём он обратил внимание, что местные игроки в поло были одеты преимущественно в обувь этого типа, которая имела глубокие исторические корни — аргентинские фермеры в течение сотен лет пользовались такой простой обувью.
Интересно, что лицом компании Toms Shoes некоторое время была аргентинская актриса и модель Калу Риверо.

## Бизнес-модель

### «Один к одному»
Бизнес-модель TOMS определяется как «концепция один к одному», подразумевая обещание компании доставить пару бесплатной, новой обуви для нуждающегося ребёнка в случае каждой розничной продажи товара. Список стран, в которые осуществляются пожертвования, включает в себя Аргентину, Эфиопию, Гватемалу, Руанду, ЮАР и США. С ростом бизнеса TOMS перестала ограничиваться лишь производством обуви и дополнила свою фирменную линию также очками и одеждой. В основном для реализации продукции компания использует «сарафанное радио», акцентируя своё позиционирование на корпоративной социальной ответственности. Изначально данная модель маркетинга была частично задействована в некоммерческом филиале «Friends of Toms», производившим набор добровольцев для помощи в распределении обуви в зарубежные страны. Фраза «One for One» (рус. Один к одному), используемая TOMS для описания своей бизнес-модели, была зарегистрирована компанией как торговая марка.

### Акцент на корпоративной ответственности
Аналитик Дэниел Пинк в своей книге «Драйв. Что на самом деле нас мотивирует» описал бизнес-модель TOMS как «непосредственно созданную для получения максимальной прибыли», при которой «клиенты становятся благотворителями», совершая покупки. Ранее Джон Р. Шермерхорн в работе «Введение в управление» обозначил эту форму предпринимательства термином «заботливый капитализм». Бизнес-магнат и основатель Virgin Group Ричард Брэнсон в своей книге «К чёрту „бизнес как всегда“» отметил, что сотрудники компании «ищут регионы и общины, которые могли бы больше всего выиграть от бизнес-структуры TOMS; в этих общинах изучаются экономические, медицинские и образовательные нужды; однако при этом обязательно принимается во внимание местный бизнес, чтобы не создать эффекта отрицательной корреляции». Также он обратил внимание на экспансию TOMS на рынок очков с учетом 285 млн слабовидящих людей из развивающихся стран.

### Маркетинг
Средства маркетинга TOMS включают в себя модные показы, крупные мероприятия, продвижение в университетских кампусах, социальные медиа и временные торговые площадки. Продукция создается в соответствии с различными экологическими стандартами, в том числе придерживаясь веганских ограничений по материалам обуви. Популяризация принципов TOMS привела к вовлечению в совместные рекламные кампании с другими организациями, включая коммерческий ролик с AT&T, снятый во время бесплатной раздачи обуви в Уругвае.

### Дистрибуция
Обувь была подарена детям из 40 стран по всему миру, включая США, Аргентину, Эфиопию, Руанду, Свазиленд, Гватемалу, Гаити и ЮАР. Продукция TOMS продается в более 500 магазинах по всей стране и за рубежом, в том числе в Neiman Marcus, Nordstrom и Whole Foods Market, в ассортимент которого входит обувь из переработанных материалов.
Обувь для детей доставляется волонтерами вручную. В 2006 году TOMS распространила 10 000 пар в Аргентине. В ноябре 2007 года компания раздала 50 000 пар южноафриканским детям As of April 2009, Toms had distributed 140,000 pairs of shoes to children in Argentina, Ethiopia, South Africa as well as children in the United States.. По состоянию на апрель 2009 года, TOMS распределила 140 000 пар по Аргентине, Эфиопии, Южной Африке и Соединенным Штатам. К 2012 году число подаренной обуви в 40 странах превысило миллиард пар.

## Восприятие

### Критика модели «Купи одну — подари одну»
TOMS подвергалась критике сообщества Международного Сотрудничества, по утверждению которого бизнес-модель компании разработана скорее для поднятия самооценки потребителя нежели для обращения к глубинным причинам бедности. Также под сомнение была поставлена эффективность пожертвований обуви по сравнению с денежными взносами других благотворительных организаций.

### Focus on the Family
В июле 2011 года основатель TOMS Блейк Майкоски принял участие в мероприятии, организованном американской общественной организацией Focus on the Family. После критики за поддержку социального консерватизма, Майкоски опубликовал на своем сайте сообщение, в котором принес извинения и уверил в том, что ни он, ни его менеджеры ничего не знали об организации до мероприятия. Он также заявил, что вместе со своей компанией поддерживает равные права человека и гражданина.